# Frónesis
En la Ética a Nicómaco, de Aristóteles, la frónesis (del griego: Φρόνησις, phronēsis) es la virtud del pensamiento moral, normalmente traducida como 'sabiduría práctica', a veces también como 'prudencia' (en cierto sentido se contrapone a la hibris o ‘desmesura’). Es más específicamente una forma de sabiduría relevante a las cosas prácticas, requiriendo una habilidad para discernir cómo o por qué actuar virtuosamente y fomentar la virtud en la práctica y la excelencia del carácter. Frónesis era un tópico común de discusión en la antigua filosofía griega. 
A diferencia de la sofía, la frónesis es la habilidad para pensar cómo y por qué debemos actuar para cambiar las cosas, especialmente para cambiar nuestras vidas a mejor.
La palabra española «prudencia» proviene del latín prudentia, y ésta del griego phrónesis. Su definición era ‘conciencia’, o sea la comprensión de la diferencia entre el bien y el mal. La palabra phrónesis viene de phroneo, que significa ‘comprender’. (Véase también providentia, ‘prever’, ‘ver antes’, anticiparse).Thomas McEvilley ha propuesto que la mejor traducción al concepto de frónesis es "conciencia plena" (en inglés: mindfulness).

## Visión socrática
Sócrates consideró la phronēsis como un sinónimo de ser una persona virtuosa: al pensar con frónesis, una persona poseía virtud. Por consiguiente, cualquier virtuosismo es una forma de frónesis. En la mente socrática, entonces, phronēsis equivale a virtuosismo, siendo la misma cosa.
Siendo bueno, es ser una persona inteligente o razonable con pensamientos inteligentes y razonables. La phronēsis le
permite a una persona tener fortaleza moral o ética.
En el Menón de Platón,  Sócrates explica como la phronēsis, una cualidad sinónima de entendimiento moral, es el atributo más importante de aprender, aunque no puede ser enseñado, sino que es obtenido a través del desarrollo de la comprensión plena de uno mismo.

## Conceptos relacionados

### Intelectual
En el Libro VI de la Ética nicomáquea, Aristóteles distingue entre dos virtudes intelectuales que algunas veces traduce como "sabiduría": sofía y frónesis. Sofía (a veces traducida como "sabiduría teórica") es una combinación de nous, la capacidad de discernir la realidad, y episteme, un tipo de conocimiento que es construido lógicamente, que se puede enseñar, y que puede ser igualado a la ciencia. La sofía, en otras palabras, involucra el razonamiento concerniente a las verdades universales. La frónesis también combina la capacidad de pensamiento racional, con un tipo de conocimiento. Por una parte, requiere la capacidad de considerar racionalmente las acciones que pueden resultar en efectos deseados. Aristóteles dice que la frónesis no es simplemente una habilidad (technē), pues involucra no solamente la capacidad de decidir cómo alcanzar un fin determinado, sino también la capacidad de reflexionar al respecto y determinar buenos fines, que sean consistentes con la idea general de vida plena. Aristóteles señala que aunque la sofía es más elevada y seria que la frónesis, la búsqueda de una sabiduría y felicidad más elevada requiere ambas, ya que la frónesis facilita la consecución de sofía. También asocia la frónesis con la habilidad política.

### Ética
De acuerdo a la teoría aristotélica sobre retórica, la frónesis es una de las tres formas de apelar al carácter (ethos). Las otras dos apelan respectivamente al areté (virtud) y a la eunoia (buena fe).

Obtener frónesis requiere experiencia, de acuerdo a lo escrito por Aristóteles:
...aunque los jóvenes pueden ser expertos en geometría y matemáticas y en similares ramas del conocimiento [sophoi], no consideramos que un hombre joven pueda tener Prudencia [phronimos]. La razón es que la Prudencia [phronesis] incluye un conocimiento de hechos particulares, y esto se deriva de la experiencia, la cual un hombre joven no posee; la experiencia es el fruto de los años.
La frónesis concierne a las particularidades, ya que se preocupa de cómo actuar en situaciones particulares. Uno puede aprender los principios de acción, pero aplicarlos en el mundo real, en situaciones que uno pudiera no haber previsto, requiere de la experiencia del mundo. Por ejemplo, si se sabe que uno debería ser honesto, uno podría actuar en ciertas situaciones causando dolor y ofensa; saber como aplicar honestidad en equilibrio con otras consideraciones y en contextos específicos requiere de la experiencia.
Aristóteles sostiene que tener frónesis es una condición necesaria y suficiente para ser virtuoso; ya que la frónesis es práctica, es imposible ser tanto fronético como acrático; i.e., personas prudentes no pueden actuar en contra de su "mejor juicio".

## Influencia

### Heidegger
A la luz de su ontología fundamental, Martin Heidegger interpreta a Aristóteles de manera que la frónesis (y la filosofía práctica como tal) es la forma original de conocimiento y por lo tanto primaria a la sofía (y a la filosofía teórica).
Heidegger interpreta la Ética nicomáquea como una ontología de la existencia humana. La filosofía práctica de Aristóteles es un hilo conductor en su Análisis de la Existencia, de acuerdo al cual la facticidad denomina nuestro único modo de ser en el mundo. Mediante su ‘analítica existencial’, Heidegger reconoce que la ‘fenomenología aristotélica’ sugiere tres movimientos de vida fundamentales que incluyen la poiesis, la praxis, y la teoría, y que estas tienen tres disposiciones que les corresponden: techné, frónesis y sofía. Heidegger las considera como modalidades del Ser inherentes en la estructura del ‘Dasein’ como ser-en-el-mundo que se sitúa dentro de un contexto de afección e importancia del mundo. De acuerdo a Heidegger, la frónesis en la obra de Aristóteles revela el derecho y la manera adecuada de ser Dasein. Heidegger ve a la frónesis como un modo de comportamiento en y hacia el mundo, una forma de orientarse a uno mismo y, así, de afectar-ver-conocer y permitirle una forma particular de preocuparse del mundo.
Mientras que el techné es una manera de preocuparse de objetos y principios de producción, y la teoría una manera de preocuparse de los principios eternos, la frónesis es una manera de preocuparse de la vida de uno y de la vida de los otros y de todas las circunstancias particulares dentro del ámbito de la praxis. La frónesis es una disposición o hábito, que revela el ser de la acción, mientras que la deliberación es el modo de lograr la apropiación expositiva de esa acción. En otras palabras, la deliberación es la manera en que se hace manifiesta la naturaleza fronética del Dasein.
Frónesis es una forma de circumspección, conectada a la consciencia y resolución respectivamente resuelta por el ser en la acción de la existencia humana (Dasein) como praxis. Como tal da a conocer las posibilidades concretas de estar en una situación, como el punto de partida de una acción significativa, procesada con resolución, mientras se enfrenta a las contingencias de la vida. Sin embargo la ontologización de Heidegger ha sido criticada por cerrar la praxis dentro de un horizonte de la decisión solipsista que deforma su sentido político que es su configuración práctico-política (Volpi, 2007).

## Frónesis en las ciencias sociales
En su tratado de teoría moral After Virtue (1981), Alasdair MacIntyre hace un llamado por una ciencia social fronética, combinado con críticas a los intentos de los cientistas sociales por emular a la ciencia natural. Él señala que por cada predicción hecha por una teoría de la ciencia social usualmente existen contraejemplos. Entonces, la impredecibilidad de los seres humanos y de la vida humana requiere un enfoque dirigido hacia las experiencias prácticas.
La gramática de la sabiduría permite a un ser humano revelar verdades generales sobre el mundo. Poseer sabiduría práctica permite a los seres humanos inteligentes y las organizaciones actuar, en cualquier capacidad, sobre verdades generales acerca de la estructura y funcionamiento de las sociedades, dominando la lengua general.
Bent Flyvbjerg también hizo un llamado por desarrollar frónesis en las ciencias sociales en respuesta a las guerras de la ciencia surgidas tras la publicación del artículo bulo de Alan Sokal en la revista académica "Social Text".